# Hylaeus amatulus
Hylaeus amatulus är en biart som först beskrevs av Cockerell 1922.  Hylaeus amatulus ingår i släktet citronbin, och familjen korttungebin. Inga underarter finns listade i Catalogue of Life.